# Dirk Pitt
 (avril 2010).
Si vous disposez d'ouvrages ou d'articles de référence ou si vous connaissez des sites web de qualité traitant du thème abordé ici, merci de compléter l'article en donnant les références utiles à sa vérifiabilité et en les liant à la section « Notes et références ».
Dirk Pitt est le personnage central d'une série de 27 romans créée par l'écrivain Clive Cussler et continuée par son fils Dirk Cussler, qui s'est vendue à plusieurs dizaines de millions d'exemplaires, une grande partie des livres de la série intégrant les listes de bestsellers. Le personnage de Dirk Pitt a suscité une forme de fascination dans une partie du lectorat de Clive Cussler et sa construction est longuement commentée dans l'essai The Clive Cussler Adventures: A Critical Review de Steven Philip Jones.  

## Biographie de fiction
Dans la majorité des romans dans lesquels il apparait, il est directeur des projets spéciaux de la National Underwater and Marine Agency (NUMA), et est sous la direction de l'amiral James Sandecker, retraité de la Marine des États-Unis devenu par la suite directeur de cette agence. Dans Odyssée, l'amiral Sandecker lui annonce qu'il quitte la NUMA et le nomme comme son successeur.  
Toujours accompagné par son ami Al Giordino, il parcourt le monde pour secourir le milieu sous-marin et le gouvernement américain (voire le monde entier) souvent mis à mal par des gouvernements étrangers ou des sociétés économiques, toujours dirigées par un homme extrêmement riche qui nourrit des projets personnels nécessitant des bouleversements mondiaux.
Il vit dans un hangar à avion désaffecté sur l'aéroport de Washington, qu'il a fait restaurer pour y vivre et y loger son imposante collection de vieilles voitures, d'avions et de souvenirs rapportés de ses aventures. Il entretient des relations intermittentes avec un certain nombre de conquêtes féminines et finit par se marier à l'une d'elles, Loren Smith.

Dans plusieurs romans, Dirk Pitt a le grade de commandant dans l'US Air Force. Toutefois, dans le film Sahara, Dirk Pitt et Al Giordino sont supposés être d'anciens Navy Seals),
Dirk est père de deux jumeaux (une fille et un garçon), qu'il a eus avec une de ses conquêtes nommée Summer, mais dont il n'apprend l'existence que vingt ans après leur naissance, lorsque ceux-ci viennent le retrouver après la mort de leur mère. Les deux enfants suivront les traces de leur père et entrent à leur tour à la NUMA. Néanmoins, les fans de Cussler noteront l'impossibilité pour Pitt et Summer d'avoir eu la relation nécessaire à la conception de ces enfants, à aucun moment du livre dans lequel leur mère apparait (cf. Vortex).

## Physique et caractère
Dirk Pitt est décrit comme un homme grand (1,90 mètre), athlétique, le visage taillé à la serpe, basané par le sel et le soleil. La caractéristique physique de Pitt est ses yeux d'un vert opale, sur lesquels le regard se fixe immédiatement. Cussler paraît d'ailleurs prêter une grande attention aux yeux car tous les personnages importants de ses livres sont dotés d'yeux de couleurs inhabituelles (bleu acier pour le parrain de Pitt, violets pour Loren Smith, jaunes pour Delphi, l'un des personnages que combat Pitt).
Personnage fort de caractère et séducteur, il joue un rôle d'agent secret et de justicier qui n'est pas sans rappeler James Bond ou encore le héros de roman populaire Doc Savage. Pitt est souvent drôle, parfois caustique, toujours honnête, mais il peut cependant entrer dans une rage froide lorsqu'il se trouve en présence de cruauté ou d'injustice, deux choses dont Pitt a horreur, et n'hésite pas à tuer lorsque cela s'impose. Il est rusé mais se laisse souvent guider par son instinct dans des situations difficiles. Il est toujours vainqueur.

## Relation avec l'auteur
Clive Cussler s'insère souvent lui-même dans son roman, son personnage croisant Pitt à de nombreuses reprises, bien que celui-ci ne se souvienne jamais de son nom. Au cours de ses nombreuses apparitions, il apporte à son héros une aide précieuse et souvent décisive. Le fils de Clive Cussler se prénomme Dirk et le meilleur ami de celui-ci a pour nom Albert Giordano
.

## Cinématographie
Dirk Pitt a été interprété par Richard Jordan dans le film La Guerre des abîmes (Raise the Titanic) en 1980 et par Matthew McConaughey  dans le film Sahara (tiré du roman du même nom) en 2005.